# Pierre Habert de Montmor
Pour les articles homonymes, voir Habert.
Pierre Habert de Montmor (né à Paris vers 1581, mort à Paris le 27 février 1636), ecclésiastique, fut coadjuteur en 1622 puis évêque de Cahors de 1627 à 1636.

## Biographie
Pierre Habert est le fils de Louis Habert (vers 1530 † 1622) et de son épouse Marie Rubentel († 1612). Il est l'oncle de Henri Louis Habert de Montmor, le grand-oncle de Louis Habert de Montmor, évêque de Perpignan et vraisemblablement le cousin de deux autres membres de l'Académie française Philippe Habert et Germain Habert.
Destiné à l'Église, il devient chanoine de la cathédrale Notre-Dame de Paris, pourvu en commende de l'abbaye Notre-Dame de Coulombs au diocèse de Chartres et de Notre-Dame de La Roche à Lévis-Saint-Nom dans le diocèse de Paris où il succède à son parent maternel Claude de Rubentel. Conseiller-clerc auprès du Parlement de Paris en 1599 puis maitre des requêtes en 1611 il est aussi commendataire du prieuré Saint-Arnoul de Crépy-en-Valois. En tant que tel il est député de la province ecclésiastique de Reims à l'assemblée du clergé de 1608 et député aux États généraux de 1614. Premier aumônier de Gaston d'Orléans, il devient le 2 mai 1622 coadjuteur de l'évêque de Cahors Siméon-Étienne de Popian, nommé évêque titulaire de Sidon. Il lui succède dans le diocèse de Cahors le 29 mars 1627 et est consacré en mai par André Frémiot l'ancien archevêque de Bourges. Il meurt à Paris le 27 février 1636 et il est inhumé dans l'église des chartreux.